# Young Tom Edison
Young Tom Edison is een Amerikaanse dramafilm uit 1940 onder regie van Norman Taurog. Destijds werd de film in Nederland uitgebracht onder de titel Edison's jeugd.

## Verhaal
Thomas Edison groeit op in een kleine provinciestad in Michigan. Hij gaat samen met zijn zusje naar school. Thomas is anders dan de andere leerlingen. Hij spendeert vrijwel al zijn tijd in een soort laboratorium dat hij zelf heeft ingericht in de kelder. Niemand schijnt de jongen te begrijpen.

## Rolverdeling
| Acteur           | Personage         |
| ---------------- | ----------------- |
| Mickey Rooney    | Thomas Edison     |
| Fay Bainter      | Nancy Edison      |
| George Bancroft  | Samuel Edison     |
| Virginia Weidler | Tannie Edison     |
| Eugene Pallette  | Mijnheer Nelson   |
| Victor Kilian    | Mijnheer Dingle   |
| Bobby Jordan     | Joe Dingle        |
| J.M. Kerrigan    | Mijnheer McCarney |
| Lloyd Corrigan   | Dokter Pender     |
| John Kellogg     | Bill Edison       |
| Clem Bevans      | Mijnheer Waddell  |
| Eily Malyon      | Juffrouw Howard   |
| Harry Shannon    | Kapitein Brackett |